# 艾德華·紐蓋特
艾德華·紐蓋特（日語：エドワード・ニューゲート，英语： Edward Newgate ）是日本漫畫作品《ONE PIECE》中的角色，他的外號為「白鬍子」，他生前為「四皇」之一，他是白鬍子海賊團的船長。白鬍子在官方資料集中被作者尾田榮一郎描述為「世界最強的海賊」、「最接近ONE PIECE的人」、「海賊王的宿敵」、「世界最強的男人」。白鬍子與他的宿敵「海賊王」哥爾羅傑一同被世人譽為「傳說中的海贼」。白胡子被作者設定為是最接近「海贼王」的大海贼，並描述他立于海贼王的王座前实现了自己的霸业。
根據官方資料集《ONE PIECE BLUE DEEP》（22-23頁）和《ONE PIECE YELLOW 》（168-170頁）中，白鬍子被作者尾田榮一郎描述為站在大海賊時代的頂點上屹立不倒的「世界最强的海賊」，白鬍子是曾經在這片大海上跟「海賊王」哥爾羅傑勢均力敵的「傳說中的海賊」，白鬍子在大海賊時代來臨之前就以海賊的身分活躍，並且成為後來被稱為「海賊王」的羅傑最強大的對手，他曾經與羅傑爭奪霸權，他是最接近「海賊王」的傳說，更被世人認為是「最接近ONE PIECE的人」。
白鬍子在羅傑逝世之後便成為四皇之一，並在新世界建立鞏固的地位，他被作者設定為「最強的四皇」和「世界最強的男人」，白鬍子是所有海賊的頂點，直至白鬍子逝世前的這段時間被世人稱為「白鬍子的時代」。作者描述白鬍子跟「海賊王」哥爾羅傑曾經交戰無數，雙方仍然不分勝負。在官方人物關係設定中，白鬍子被設定為「海賊王的宿敵」。
最後白鬍子已經到了年老重病的狀態，病入膏肓的他需要輸液治療和護士照顧，老年白胡子的實力已經大不如前，但是病魔纏身的他仍然情義無雙，白鬍子為了拯救即將在海軍本部被公開處刑的部下「火拳」艾斯，白鬍子殲滅了監視自己的二十三艘海軍軍艦，並且統領白鬍子海賊團及麾下四十三艘來自“新世界”的海賊團，對戰“海軍本部”與“王下七武海”，最後他在這埸「頂上戰爭」中不幸戰死。

## 設計
「白鬍子」愛德華（Edward）的名字由來，正是來自在第18世紀的加勒比海活躍的著名海盜愛德華·蒂奇（Edward Teach）。而其姓氏紐蓋特則是參考新门监狱。紐蓋特（Newgate）有打開新大門和開創新時代的意思，白鬍子這個角色死後又開始了一個屬於海賊的新時代。此外作者尾田榮一郎亦在《ONE PIECE》連載10周年的紀念情報志《ONE PARA》中表示，白鬍子是以一個居酒屋老闆為藍本，連白鬍子登場的台詞也是老闆的常用語。另外白鬍子原型也有參考日本平安時代末期的僧兵武藏坊弁慶，弁慶為武士道精神的傳統代表人物，白鬍子和弁慶一樣力戰之後仍究寡不敵眾後站立而死，即著名的「立往生」。作者尾田榮一郎形容白鬍子是一個偉大的男人，而他這個帥氣的死法就像一個真正的男子漢（出自海賊王漫畫第60卷卷首語）。

## 人物
這個男人「白鬍子」愛德華·紐蓋特是曾與那個「海賊王」哥爾羅傑爭奪霸主地位的豪傑，在大海賊時代來臨之前就以海賊的身分活躍，並且成為後來被稱為「海賊王」的羅傑最強大的對手，他曾經與羅傑爭奪霸權。在羅傑逝世之後，白鬍子便成為四皇之一，並在新世界建立鞏固的地位。
白鬍子雖然已年過七旬，但他在大海上幾十年來都是大海之王，他作為四皇之一，在新世界裡擁有寬廣的領海，勢頭依然強盛。「海賊王」羅傑過世之後， 白鬍子就成為最令人害怕的海賊！他旗幟的標誌是「白鬍子的骷髏」，若想要入侵掛有這面旗幟的土地，就意味著必須做好與十六位隊長率領的直屬番隊及數十個旗下海賊團、合計數万人的戰力為敵的覺悟。
愛德華·紐蓋特，被世人稱為“白鬍子”的他是「世界最強的男人」。據說他的力量能使大地為之顫抖，大海為之動搖，彈指間便可消滅一座島嶼。紐蓋特有著廣為人知的外號－“白鬍子”，原因是他臉上長著弦月狀向上彎的白色鬍子；“白鬍子”的名號響徹四海，連世界各地的小孩子唱的歌謠也形容他“比怪物還可怕”。雖然被稱為“活著的傳說”，但他本人絲毫不留戀這“最強”之稱號，並認為世界最強的人終究是只有一顆心臟的人類，總有一天也要面對死亡。
「白鬍子」愛德華·紐蓋特是與「海賊王」哥爾羅傑生於同一時代的「傳說中的海賊」，白鬍子在聞風喪膽的「世界最強海賊」名號背後，他其實是一個極其重視 「家族」和聲望頗高的大人物。
紐蓋特獨特的笑聲為“咕啦啦啦”，喜歡喝各地的名酒，體型十分巨大和健碩；然而，據白鬍子海賊團第一隊隊長“不死鳥”馬爾科所說，白鬍子的健康狀況已大不如前，經常也要全身插著點滴和氧氣管，由隨航醫生、護士照顧著。
“白鬍子”年輕時當海賊對財寶沒有任何興趣，曾說過自己最大的夢想就是得到一個“家庭”，也因此他的旗下有很多海賊團。
白鬍子擁有廣闊的胸襟，由於船員多半是被社會嫌棄的人，所以對於“白鬍子”將船員視為兒子、家人的這一點，所有人都對他充滿敬仰和感激，因而親切地稱他為“老爹”。
雖然他因為身體上的衰老及病入膏肓，需要用輸液去治療，以及要船上的護士團照顧，但是氣魄仍然毫不衰減。無所畏懼的他對任何逼近的威脅都有從正面直接迎擊的悍勇氣魄。他決不允許任何人傷害自己的同伴，更加不容許夥伴之間的互相算計，衷心欽佩白鬍子領袖魅力的船員們為了船長可以將生死置之度外。白鬍子是部下眼中極其溫暖又仗義的「父親」，也是受他保護的平民百姓眼中的「英雄」，他更被海軍及世界政府等人認為是「世界最危險的男人」，因為他擁有足以毀滅世界的力量。

## 能力

### 惡魔果實
白鬍子是最強超人系「震動果實」能力者，即「地震人」，擁有極強的破壞力和範圍，能引起天空、大地、大氣和海洋的震動，甚至產生強烈的地震和海嘯，他的力量能使大地為之顫抖，大海為之動搖，彈指間便可消滅幾座島嶼。配合白鬍子本身的強大實力，他被世人稱為“世界最強的男人”、“動搖世界的男人”，白鬍子擁有可以毀滅世界的力量。能力者可以對震動的強度及範圍進行調節，威力強大到足以彈指間毀滅幾座大島嶼。還能將震動的力量凝聚形成一個球罩附加到武器或手腳，由此延伸其震動性的攻擊。由於震震果實是對環境施加震動、並非讓環境自身產生震動，所以震震果實是屬於超人系，但其影響力卻足以媲美自然系。

### 武器
白鬍子使用武器為一柄長柄刀「叢雲切」，為無上大快刀十二工之一，震動果實的力量亦能伴隨其斬擊發動。名字取自于三神器之一的天丛云剑。

### 霸氣
白鬍子擅長運用見聞色霸氣、武裝色霸氣、霸王色霸氣，是完全掌握三種霸氣的強者。
- 霸王色霸氣：在《one piece》官方漫畫第966話中，年輕時期的白鬍子與「海賊王」羅傑在某小島上單挑，兩人在各自的無上大快刀上附上高級霸王色進行碰撞，但是兩人的劍在碰撞時卻沒有碰到，兩人強大的霸氣對撞把整個天空和雲都震開，這是海賊王漫畫有史以來最震撼的霸氣對決之一。在官方漫畫第434話中，老年時期的白鬍子和「四皇」紅髮在船上用劍進行霸王色碰撞，兩人的霸王色把天空裂成兩半。
- 武裝色霸氣：在《one piece》官方漫畫第552話中，老年時期的白鬍子用武裝色附在刀上，他單挑打敗了海賊王的兒子「火拳」艾斯。在《one piece》官方漫畫第575話中，在頂上戰爭時期，用武裝色打敗和重創了海軍大將「赤犬」。
- 見聞色霸氣：在《one piece》官方漫畫第552話中，老年時期的白鬍子曾經在船上躲避了上百次「火拳」艾斯的暗殺，包括白鬍子睡覺的時候，也能用見聞色去阻止艾斯暗殺自己。

## 劇中表現
出身自偉大航路，是非世界政府加盟國一個貧窮城鎮——斯芬克斯的孤兒，成為海賊後仍很在意故鄉的情形，經常隱瞞海贼身份捐贈物資給故鄉的居民們。年輕時期對財寶沒有任何興趣，最大的夢想就是擁有「家人」，爾後旗下開始有很多海賊團加入。他擁有廣闊的胸襟，由於船員多半是被社會嫌棄的人，而且他將船員視為兒子、家人這一點，所有人都對他充滿敬仰和感激，因而親切地稱他為「老爹」。由於他是艾斯很欣賞的人物而被魯夫稱呼為「大叔」，在頂點戰爭中和魯夫見面時因目標一致還結為同盟。
40多年前曾是洛克斯海賊團的船員。白鬍子是一個曾經在大海上與「海賊王」哥爾羅傑勢均力敵的宿敵，他更與海軍英雄「鐵拳」卡普及「智將」佛之戰國、「金獅子」史基等大人物戰鬥過無數次。在「海賊王」哥爾羅傑死後開啟的大海賊時代到頂點之戰為止，白鬍子是被世人公認為「最接近ONE PIECE的男人」及「世界最強的海賊」，他成為了站在大海賊時代的頂點的大人物，因此這段時間被稱為「白鬍子的時代」。
同為洛克斯海賊團的「金獅子」獅鬼曾在逃獄後親自造訪多年老戰友白鬍子，在勸說與白鬍子聯手統治整片大海的想法後，被喝酒中的白鬍子警告「再亂說話的話，我就把你丟進海裡餵鯊魚」，獅鬼知道白鬍子所言非虛，於是便告訴他自己將會隱居好一陣子，就此知難而退。
由於年輕時曾受過海皇帝「大騎士」尼普頓的恩情，因此獲知魚人島被許多海賊、海軍騷擾不得安寧後，白鬍子二話不說親自率領全部人馬趕來，將島上作亂的海賊盡數消滅；隨後立起旗幟，與尼普頓喝下象徵「兄弟同盟」的交杯酒，正式對外宣布包下位於偉大航道交界處的魚人島，令海軍與海賊從此不敢侵犯魚人島上的魚人和人魚。因此「海俠」吉貝爾將白鬍子視為魚人和人魚的救命恩人，對他抱持感恩與敬重的態度，也跟大家一樣叫他「老爹」。
第二部故事的30年前，白鬍子率領海賊團登上和之國，和之國位於瀑布至高處，白鯨號在登陸時受損，需要駐紮一個禮拜維修，此時，時任九里大名光月御田拔刀衝向白鬍子使出雙刀流，白鬍子感應到後也出手回擊，但御田卻提出讓他加入白鬍子海賊團的要求。御田被白鬍子打敗後，繼續提出加入的請求，但白鬍子海賊團的成員因為他一來就對白鬍子出手而齊聲反對，白鬍子也明確的拒絕他。白鬍子認為，御田不像是會屈居人下的人，招納這種人會有什麼影響，白鬍子在洛克斯海賊團就有太多不好的體驗（洛克斯海賊團的主要成員都有媲美四皇的實力，但彼此相互競爭，關係極為惡劣）。白鬍子拒絕御田上傳，讓御田自行出海，錦衛門也提出在和之國出海是法律嚴懲，與白鬍子的看法一致。兩個星期後，白鬍子海賊團趁夜留下寶箱帶著食物和木材出海，白鬍子還是很肯定御田的戰鬥力，只可惜御田王族的身分會帶來無窮的麻煩，此時，御田使用尿遁離開九里並用鎖鏈纏住了白鯨號的桅杆泡在海中拖行，以藏也預料並抱著御田想將他帶回和之國，馬可也想將鎖鏈解開，但白鬍子卻命人將以藏帶上船，與御田訂下約定，只要他能撐住三天，便讓他加入海賊團，御田的不放棄的精神，讓白鬍子海賊團的成員都為他加油，御田因為聽到天月時的呼救而放開鎖鏈，但白鬍子早已認可他，並將敵人卡爾馬 （日後也成為旗下船長之一）一擊打昏，雖然認為御田很天真，還是讓他加入白鬍子海賊團，而御田也受到團員的歡迎，御田開始稱呼白鬍子為「白小吉」。天月時對白鬍子請求送她到和之國，白鬍子也露出不情願的表情。以藏帶著不認可的心情伴隨御田加入，犬嵐、貓蝮蛇也因為馬可告知世界上很多島嶼的關係偷渡上船，白鬍子海賊團也開始許多冒險。御田加入第二年（28年前）與天月時談起戀愛並生下光月桃之助，也成為一名懸賞犯。此時白鬍子海賊團隨著加入的人數約來越多而分成五個隊，命御田為二號隊隊長，馬歇爾·D·汀奇也在此時加入。御田出航的第四年（26年前），御田和時又生下光月日和。在某座島上與羅傑海賊團相遇，
哥爾羅傑用無上大快刀「艾斯」一招「神避」將御田打飛，白鬍子也用無上大快刀「叢雲切」與羅傑的刀使出超級霸王色霸氣碰撞（雙方的無上大快刀並未接觸），他們的霸王色震撼了整座島和船，天上的雲層也被他們的霸王色碰撞而被打散，白鬍子海賊團與羅傑海賊團激戰了整整三天三夜，卻在第四天從搶奪財寶變成禮品互換，羅傑發現御田是能看懂歷史本文的人，開始說出「最終之島」的事，白鬍子覺得羅傑有點不切實際，羅傑還是向白鬍子低頭下跪請求借御田一年，白鬍子厭惡別人奪走自己的家人，在漫畫中白鬍子只大喊一聲就能引發了島上地震及海嘯，可能年輕時期的白鬍子早就果實能力覺醒了，但御田還是請求白鬍子答應，白鬍子認為與御田為結義兄弟並非常的不情願，御田留下了以藏之後便登上羅傑的船（犬嵐和貓腹蛇則自行跟在御田後面繼續同行），羅傑留下了所有財寶和食物作為謝禮，白鬍子憤怒地要船員們把食物退回去，並說萬一讓御田一家餓到怎麼辦（種種行為足可見白鬍子重情重義的表現），白鬍子海賊團則為御田送行。羅傑解散海賊團後，回到和之國的御田卻遭到黑炭大蛇的背叛及海道的處刑，如今因為和之國的鎖國政策，遺憾的無法傳遍世界各地揭曉事件。
第一部故事中，白鬍子已經因為年老重病，需要輸液治療和護士照顧，他的實力上早已大打折扣，同為四皇的「紅髮」傑克曾派遣旗下成員洛克斯達到白鬍子的船上，持信勸他阻止「火拳」艾斯追捕「黑鬍子」馬歇爾·D·汀奇，白鬍子接過信後連拆也沒拆就當場撕碎。不過紅髮早已料知結果是如此，之後親自帶着故鄉美酒去找白鬍子，並指着自己臉上的傷疤暗示汀奇不是艾斯獨自一人所能對付的，希望能讓白鬍子召回艾斯從長計議；白鬍子曾經命令艾斯放棄追捕黑鬍子，因為感覺到不祥的預感，但是艾斯卻自大狂妄而擅自離隊，但在紅髮面前不便提及，因而就表態像汀奇那種為了個人利益而殺害同伴當然要予以追殺。最終二人談判破裂並用霸王色霸氣對上一劍，兩人強大的霸王色劃開了整片天空。不久艾斯與黑鬍子在巴納洛島上狹路相逢，經過一番激烈的殊死戰後，艾斯不幸戰敗，並被黑鬍子押送給海軍，關進銅牆鐵壁般的推進城Level6。
獲知此事的白鬍子海賊團為了從「新世界」前往拯救被海軍收押的艾斯，首先戰爭前白鬍子殲滅了監視自己的23艘海軍軍艦，之後統領白鬍子海賊團及旗下43艘來自新世界的海賊團，對戰世界政府兩大勢力「海軍本部」與「王下七武海」的聯合軍，這場戰爭讓全世界為之震驚。
白鬍子在開戰前用震震果實引發海嘯，即被青雉凍住。隨後，赤犬用大噴火輕鬆融化掉了喬茲扔出的冰山，火山彈從天空散落下來，有一些砸傷了白鬍子的部下，砸壞了白鬍子的船，有一個火山彈砸向白鬍子，白鬍子用刀接住了。及後，被手下“大漩渦蜘蛛”斯庫亞德偷襲（因戰前被赤犬離間）而身負重傷。由於此時的白鬍子已經病入膏肓故此沒能躲開斯庫亞德的攻擊（已經無法使用見聞色霸氣）。但白鬍子並沒有怪斯庫亞德。白鬍子親身迎戰，率先把海軍本部的隆滋中將、巨人約翰中將給擊倒，並且把戰在最前線的數千名海軍給震開，替兒子們開闢了一條筆直的大道。此攻擊讓整座島嶼、海軍總部和周圍海域發生天動地變。
白鬍子和海軍大將青雉發生戰鬥。青雉用“冰球”瞬間凍住白鬍子，成功遏阻了白鬍子的大範圍猛攻。然而白鬍子的震動能力幫助他破冰而出，同時白鬍子將霸氣纏繞在大刀上，一刀刺穿青雉。青雉巧妙地避開了霸氣，用雙手把大刀結凍，接著再用冰塊組成的“雙棘矛”，準備一舉境較為危險，就在此時，第三隊隊長“鑽石”喬茲撞飛青雉，替白鬍子解圍然後留下來接戰，讓白鬍子先行。
白鬍子又和海軍大將赤犬發生戰鬥。赤犬阻擋在前，並用岩漿展開攻擊。白鬍子揮拳用震動的波動把岩漿阻攔，並且揮刀擊毀了赤犬身後的城鎮，正當兩人打的難解難分時，白鬍子突然跪地口吐鮮血，被赤犬乘機重創，腹腔被岩漿燒出一個大洞。其後，海軍一擁而上對他發動猛攻。白鬍子被大砲擊中臉部，身上也有多處刀傷，以及槍傷，隨後白鬍子揮刀擊倒圍攻他的海軍（身體狀況惡化導致無法使用武裝色霸氣和霸王色霸氣）。
白鬍子阻止海軍大將黃猿追擊路飛，使得路飛順利登上處型台釋放艾斯，但被黃猿反擊用鐳射擊中。
在路飛成功救出艾斯後，白鬍子決定用儘自己最後的力量掩護所有旗下的海賊撤退，獨自面對海軍眾人。後因目睹艾斯被赤犬殺害而激動落淚，震怒不已的白鬍子把赤犬打倒，使赤犬掉落地底，令赤犬差點淹死，但是自己也被赤犬重創。與此同時，白鬍子將整個馬林梵多震裂成兩半，並且將赤犬打傷使其掉落地底，獨自一人留在島的一邊，其他人被下達了撤退命令的海賊則在另一邊的島上，決心要與所有海軍決一死戰！
在頂點戰爭後期，「黑鬍子」馬歇爾·D·汀奇帶領黑鬍子海賊團出現在海軍本部，此時白鬍子打算制裁作為殺害第四隊隊長薩吉的罪魁禍首馬歇爾·D·汀奇，被汀奇用暗暗果實能力讓惡魔果實能力者的能力無效化時，仍以無上大快刀刀和地震能力先後重創汀奇。然而他在頂點戰爭中累積的傷害已到達極限而無力再使出致命一擊，黑鬍子海賊團就在此時趁隙群起展開大屠殺，拿劍的狂斬、拿槍的狂射。
後來黑鬍子海賊團因槍枝已無子彈而停止射擊，汀奇要求填充子彈，矢龍表示白鬍子早已奄奄一息，沒有必要再繼續開槍。白鬍子在回憶起過往與羅渣詢問「D」的意志之相關回憶時，白鬍子認為擁有D之姓氏的汀奇並無擁有D的意志。最終白鬍子用盡最後一絲氣力留下遺言「ONE PIECE真的存在！」，隨後以站著的姿態死去，享壽72歲。此次戰役，白鬍子總計承受刀傷267處、子彈152發、炮彈46枚，但他仍就保持着站立的姿態，並且在整個海賊生涯裡，背上沒有一處因為逃跑而留下的傷痕。
頂點戰爭結束後，「紅髮」傑克和白鬍子海賊團在偉大航道後半段新世界舉辦白鬍子與艾斯的葬禮，艾斯葬在他的旁邊，地点就在出身的故乡城镇附近。與此同時，原本受白鬍子庇護的領地逐漸被其他海賊侵犯，世界的秩序因此開始動盪不安；而原為白鬍子海賊團成員的「黑鬍子」汀奇因對白鬍子地盤瞭如指掌，很快稱霸這些原本屬於白鬍子的海域，更取代白鬍子成為新的四皇之一。原本白鬍子海賊團庇護的魚人島，改由同為四皇之一「BIG MOM」夏洛特·莉莉接管。其後魚人島國王尼普頓因為魯夫等人先後解決魚人島的危機和大鬧「BIG MOM」的總部圓蛋糕島的事件，決定改用魯夫的旗幟保護魚人島。

### 尾田榮一郎的評價
作者尾田榮一郎在《ONE PIECE BLUE DEEP GRANDCHARACTERS》對白鬍子有如此的評價：
|  | 白鬍子是一個站在大海賊時代頂點的「世界最強的大海賊」，他是一位足以震撼世界的大人物。 這位傳說中的人物，是與海賊王哥爾羅傑活在同一個時代，並且立於大海賊時代頂點的大人物。 他所領導的白鬍子海賊團，在“偉大航道”中是數一數二的大規模海賊團之外，還有超過40個海賊團加入他的旗下。 因為他不會容許別人傷害自己的伙伴，因而受到人們懼怕，但也會把部下與旗下的海賊稱為兒子，並且非常疼愛他們。 |